# Carol, Mare Duce de Baden
Carol Ludovic Frederic, Mare Duce de Baden (în germană Karl Ludwig Friedrich; n. 8 iunie 1786, Karlsruhe, Germania – d. 8 decembrie 1818, Rastatt, Baden-Württemberg, Germania) a devenit Mare Duce de la 10 iunie 1811 și a condus ducatul până la moartea sa.
Cea de a doua fiică a sa, Josephine (1813-1900), căsătorită în 1834 cu prințul Karl Anton de Hohenzollern-Sigmaringen, a fost mama regelui Carol I al României.

## Biografie

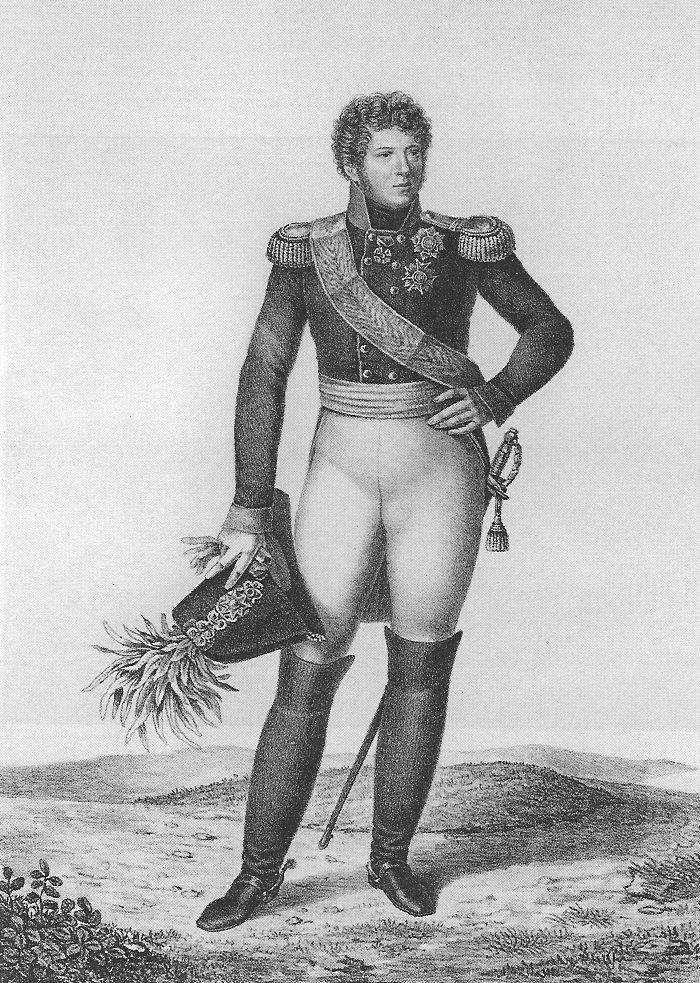
Carol Ludovic Frederic

Tatăl său a fost Carol Ludovic de Baden, moștenitorul Badenului, care a devenit mare ducat după dizolvarea Sfântului Impeiu Roman în 1806. Mama lui a fost Amalie de Hesse-Darmstadt, fiica lui Ludovic al IX-lea, Landgraf de Hesse-Darmstadt.

Carol Ludovic Frederic a fost cumnatul conducătorilor Bavariei, ai Rusiei și ai Suediei. Sora lui cea mare, Carolina de Baden, a fost soția lui Maximilian I de Bavaria; a doua soră mai mare, Louise de Baden, a fost soția împăratului Alexandru I al Rusiei și cea de-a treia, Frederica de Baden, a fost soția regelui Gustav al IV-lea al Suediei.
La vârsta de 15 ani, Carol a mers să-și viziteze surorile la curțile lor de la Sankt Petersburg și Stockholm. Era în drum spre casă împreună cu tatăl său când acesta a suferit un accident și a murit la 15 decembrie 1801. Carol a fost martor la accident.
Datorită influenței puternice a Franței la curtea din Baden, Carol a fost forțat să se căsătorească cu Stéphanie de Beauharnais, fiica adoptivă a lui Napoleon I al Franței, la Paris la 8 aprilie 1806. Carol ar fi preferat mâna verișoarei sale, Prințesa Augusta de Bavaria. Abia peste 5 ani cuplul va avea un moștenitor.
La început, mariajul nu a fost fericit, cuplul fiind imatur. În plus, Carol a fost influențat de unchiul său Ludovic cunoscut pentru excesele sale. Din punct de vedere politic, deși rudă cu țarul Rusiei și regele Suediei, el a fost un susținător al lui Napoleon.
Carol avea 25 de ani când i-a succedat bunicului său Carol Frederic, Mare Duce de Baden după decesul acestuia la 11 iunie 1811.
Congresul de la Viena (1814-1815) a confirmat posesiunile dobândite de bunicul său în timpul domniei lui Napoleon I. A refuzat să divorțeze de soția sa după căderea lui Napoleon. În 1818 a creat o nouă constituție. Victimă a exceselor sale, el a murit fără moștenitori pe linie masculină care să fi supraviețuit. A fost succedat de unchiul său, Ludovic I, Mare Duce de Baden (1763-1830).

## Familie
Prințul Carol s-a căsătorit la Paris la 8 aprilie 1806 cu Stéphanie de Beauharnais (1789 – 1860), fiica lui Claude de Beauharnais. Cuplul a avut cinci copii:
- Louise (5 iunie 1811 – 19 iulie 1854); s-a căsătorit cu verișorul ei primar Gustav, Prinț de Vasa la 9 noiembrie 1830.
- Fiu nenumit (29 septembrie 1812 – 16 octombrie 1812)
- Josephine (21 octombrie 1813 – 19 iunie 1900); s-a căsătorit cu Carol Anton de Hohenzollern-Sigmaringen la 21 septembrie 1834.
- Alexandru (1 mai 1816 – 8 mai 1817)
- Maria (11 octombrie 1817 – 17 octombrie 1888); s-a căsătorit cu William Hamilton, Duce de Hamilton la 23 februarie 1843.